# Cartoons (album)
Cartoons è l'album di esordio di Francesco Baccini pubblicato nel 1989 per l'etichetta discografica CGD.

## Il disco
L'album segue la prima esperienza musicale a 45 giri, i cui due brani sono inseriti nella versione CD come bonus tracks, come riporta la tracklist.
Sulla scia di altri cantautori affermati, il suo primo album si impone all'attenzione degli addetti ai lavori, e anche se non ottiene subito un riscontro considerevole di pubblico, getta le basi per l'immediato futuro e stimola i produttori ad investire sulle sue idee.
Ispirandosi al cinema di animazione, quello dai ritmi veloci e stilizzati, a loro volta rinvenibili nei film comici dello stesso periodo, Baccini suona in punta di pianoforte, mostrando i suoi virtuosismi con lo strumento, il suo suono cristallino e appunto spedito, ottenendo un effetto a sfondo comico per ogni canzone, le quali, nonostante ritmi incalzanti e briosi, non mancano di fornire spunti di riflessione e momenti poetici.
In occasione di questa prima fatica discografica, Baccini collezionerà numerosi gettoni di presenza al Maurizio Costanzo Show, fornendo l'occasione per illustrare al meglio queste sue prime canzoni.
L'ironia diventerà elemento portante delle sue canzoni, collocando Baccini in una galleria di possibili eredi della lezione artistica di Rino Gaetano, che lui dichiarerà di ammirare, al pari di altri colleghi come Enzo Jannacci, e il suo futuro amico Fabrizio De André.
All'interno della canzone I Wish è inserito il ritornello dell'omonimo brano del 1932 dei Mills Brothers.
Tra i musicisti che suonano nell'album è da citare Enrico Guastalla, componente del gruppo Ladri di Biciclette.
La copertina del disco, che reinterpreta un famoso dipinto di Tamara de Lempicka, raffigura il personaggio dei fumetti Betty Boop disegnato da Vincenzo Mollica.

## Tracce
1. Figlio unico - 3'08"
2. Penelope - 2'59"
3. Fotomodelle - 2'22"
4. Manager - 3'31"
5. Ti amo e non lo sai - 4'49" (testo di Francesco Baccini e Valter Bartolozzi; musica di Oscar Prudente)
6. Armani cambiami il look - 2'28"
7. Vendo tutto - 2'43"
8. Rambo-rsè - 3'10" (testo e musica di Giorgio Conte)
9. Il moscerino - 3'15"
10. W gli scout - 2'32"
11. I Wish [medley I Wish/I Wish I Could Afford to Live the Life I'm Living] - 3'21" (testo e musica delle strofe: Francesco Baccini ed Enrico Lisei; testo e musica del ritornello di Harry Howard Eaton jr.

Bonus tracks (solo nella ristampa su CD)
1. Golf - 3'03"
2. Mamma dammi i soldi - 3'36"

Testi e musiche di Francesco Baccini, tranne dove indicato.

## Musicisti
- Francesco Baccini: voce, pianoforte
- Pier Michelatti: basso
- Lele Melotti: batteria
- Andrea Braido: chitarra
- Enrico Guastalla: tromba, flicorno